# Power Peralta
Power Peralta, también conocidos como Los Power, es un dúo de baile urbano y musical chileno conformado por los gemelos Gabriel Ignacio y Raúl Eduardo Peralta Valenzuela. Nacidos en Santiago el 2 de septiembre de 1982, son hijos de Renato Peralta y Mónica Valenzuela, profesores de danza y exmiembros del Ballet Nacional de Chile.

## Historia
Acudieron al Liceo Alemán, donde comenzaron a ofrecer espectáculos escolares. En una ocasión representaron a este establecimiento en el programa Extra jóvenes de Chilevisión. Cuando egresaron de la enseñanza media en el año 2000, optaron por estudiar carreras tradicionales: Gabriel se tituló como diseñador industrial y Raúl como publicista.
A pesar de haber terminado sus estudios superiores, Raúl siguió bailando y en el 2003 ingresó al show buscatalentos de Televisión Nacional de Chile Rojo. Allí obtuvo el tercer lugar de la segunda temporada del programa.En su paso por el mismo, formó el grupo de street dance Urbanos, junto con otros compañeros de programa afines a este estilo como Raúl Martínez, Francisco Vázquez y Jason Heredia, al que con el tiempo se le uniría Gabriel.Por su condición de finalista, pasó a competir en el Gran Rojo, pero debió abandonar la competencia y el programa por una lesión. 
En el 2006, los Peralta viajaron a Nueva Jersey, hospedándose por tres meses en el sótano de una familia salvadoreña. Desde allí viajaban diariamente a la ciudad de Nueva York, donde montaban actos callejeros con coreografías y vestimentas idénticas para llamar la atención de los transeúntes. Allí nació el concepto de «Power Peralta». A partir de entonces, y durante los próximos tres años, acudieron a diversas escuelas de danza en Los Ángeles y Nueva York y participaron en shows por Estados Unidos y Chile.
En el 2007, el periodista Ignacio Franzani vio una presentación del dúo en una fiesta realizada en el Teatro Novedades de Santiago. Al año siguiente, cuando se encontraba preparando su late show Cadena nacional, del canal Vía X, propuso la participación de los hermanos Peralta como artistas estables, lo que finalmente se concretó.
En el 2011, Power Peralta se presentó en los programas Calle 7 y La dieta del lagarto, ambos de TVN. También estuvieron en el festival Lollapalooza Chile y realizaron un cameo en la película chilena Qué pena tu boda. Ese año, además, inauguraron su propia academia de baile, Power Peralta Dance Studio, en la comuna de Las Condes.
En diciembre de 2011, la cantante Jennifer Lopez viajó a Chile para realizar un casting a diversos artistas locales para su programa ¡Q'Viva! The Chosen. Los Power Peralta fueron seleccionados para viajar a Los Ángeles y participar en el reality show que se estrenó el 28 de enero de 2012 en Estados Unidos y varios países de Latinoamérica. Al concluir la competencia, en abril de 2012, los Peralta lograron formar parte del espectáculo latino que Jennifer Lopez y Marc Anthony presentaron en el Mandalay Bay Resort and Casino de Las Vegas en mayo de 2012.
Al regresar a Chile después de participar en ¡Q'Viva!, una cazatalentos de la compañía canadiense Cirque du Soleil los contactó para que formaran parte del espectáculo Michael Jackson: ONE que se estrenó en Las Vegas en febrero de 2013. De acuerdo a los Peralta, fue el propio director del show, Jamie King, quien gestionó su participación al trabajar previamente con ellos en ¡Q'Viva!. El espectáculo circense en homenaje a Michael Jackson se presentará por dos años en el Mandalay Bay Resort and Casino y el entrenamiento de sus artistas tomará cuatro meses.
En 2016 protagonizaron la obertura del Festival Internacional de la Canción de Viña del Mar, también participaron en el Himno de la Teletón de ese año. En 2017 también participaron en la obertura de la Gala Viña 2017 y en la noche estelar de la Teletón 2017.
En 2019 participaron en la Ceremonia de Clausura de los Juegos Panamericanos de Lima 2019 en la presentación de Santiago 2023.
En 2022 participaron en la inauguración de la celebración de los 10 años del Mall Costanera Center, Santiago.